# Jaegwon Kim
Jaegwon Kim (* 12. September 1934 in Daegu, heute Südkorea; † 27. November 2019) war ein amerikanischer Philosoph. Seine Hauptarbeitsbereiche waren die Philosophie des Geistes und die Erkenntnistheorie. 

## Leben
Nach einem Studium an der Princeton University war Kim Professor für Philosophie an der Brown University. 1991 wurde er in die American Academy of Arts and Sciences gewählt. Zu Kims bekanntesten Schülern gehört der Philosoph Terence Horgan.

## Lehre

### Supervenienz
Kim war einer der Väter des modernen Supervenienzbegriffs. Donald Davidson hatte in seinem Aufsatz Mental Events die Idee der „Supervenienz“ in die Philosophie des Geistes eingebracht, um damit einen nichtreduktiven Materialismus zu formulieren. Die Kernidee des Supervenienzbegriffs ist, dass B über A superveniert, genau dann, wenn sich nichts an B verändern lässt, ohne dass sich dabei auch A verändert. Mentale Zustände supervenieren also über neuronalen Zuständen, wenn sich kein mentaler Zustand ändern kann, ohne dass sich ein neurobiologischer Zustand ändert.
Kim hat in kritischer Auseinandersetzung zu Davidson den Supervenienzbegriff weiter differenziert. Wichtige Teilbegriffe sind hier 1) Schwache Supervenienz 2) Globale Supervenienz und 3) Starke Supervenienz. Kim meint, dass 1) und 2) keinen Materialismus garantieren können. Dagegen sei 3) hinreichend für Materialismus und Reduktion. Die Idee eines nichtreduktiven Materialismus wird damit zweifelhaft.

### Der Mythos des nichtreduktiven Materialismus
Ausgehend von Hilary Putnam und Jerry Fodor wurde in den 1960er und 1970er Jahren der nichtreduktive Materialismus populär gemacht, der eng mit dem Funktionalismus verbunden ist. Das zentrale Argument baut auf dem Phänomen der multiplen Realisierung auf: Es kann verschiedene Realisierungen des gleichen höherstufigen Zustandes geben, also ist dieser nicht auf einen niedrigerstufigen Zustand reduzierbar. Ein Beispiel: Der psychische Zustand Schmerz kann sowohl innerhalb eines einzigen Wesens als auch in verschiedenen Wesen durch jeweils ganz verschiedene neurobiologische Zustände realisiert werden. Also kann Schmerz nicht mit einem dieser neurobiologischen Zustände identisch sein und er kann demnach auch nicht auf einen solchen reduziert werden.
Kim hielt den nichtreduktiven Materialismus dennoch für einen Mythos und fragte: Wenn etwa ein mentaler Zustand M durch ganz verschiedene physische Zustände P1 oder P2 oder … realisiert werden kann, warum kann man dann nicht den mentalen Zustand auf die Disjunktion der physischen Zustände reduzieren (M =  P1 oder P2 oder …)? Kim diskutierte verschiedene Antworten (z. B. dass die Disjunktion unendlich sein könnte oder keine natürliche Art darstelle), meinte sie jedoch alle zurückweisen zu können.

### Mentale Verursachung
Nach Kim ist die Mentale Verursachung ein weiteres schweres Problem für den Nichtreduktivisten. Folgendes scheint klar: Mentale Zustände sind handlungswirksam. Wenn ich mir etwa meine Hand verbrenne und sie zurückziehe, so tue ich dies, weil ich Schmerzen habe. Doch nun kommt das Problem: Es gibt auch eine biologische Geschichte über das Handzurückziehen, die ohne mentale Zustände auskommt: Ich führe die Hand zum Feuer, es werden Signale zum Gehirn gesendet, dort passieren komplexe Prozesse und schließlich wird ein Signal zu den Armmuskeln gesendet, das dazu führt, dass ich die Hand zurückziehe. Nun, was ist nun die wirkliche Ursache für das Zurückziehen der Hand: der Schmerz oder der beschriebene biologische Prozess? Kim war der Meinung, dass sich das Problem nur in einer Weise lösen lässt: Wenn wir den Schmerz auf die Gehirnzustände reduzieren, so löst sich das Problem auf, denn der Schmerz ist ein Teil des biologischen Prozesses.

## Werke
- Supervenience and Mind: Selected Philosophical Essays. Cambridge University Press, Cambridge und New York 1993, ISBN 0-521-43394-0.
- Mind in a Physical World: An Essay on the Mind-Body Problem and Mental Causation. MIT Press, Cambridge, Massachusetts 1998, ISBN 0-262-11234-5.
- Philosophy of Mind. (3. Auflage) Westview Press, Boulder 2000, ISBN 0-8133-4458-1.
- Physicalism, or Something Near Enough. Princeton University Press, Princeton 2005, ISBN 0-691-11375-0.